# Зеелос, Франциск Ксаверий
Франци́ск Ксаве́рий Зее́лос (нем. Franz Xaver Seelos; 11 января 1819, Фюссен, Германия — 4 октября 1867, Новый Орлеан, США) — блаженный Римско-Католической Церкви, священник, монах из монашеского ордена редемптористов.

## Биография
Франциск Ксаверий Сеелос родился 11 января 1819 года в немецком городке Фюссен в католической семье. В 1842 году поступил в духовную семинарию. Познакомившись во время обучения с монахами-редемптористами, 22 ноября 1842 года он вступил в новициат монашеского ордена редемптористов, после чего его направили на миссию в США. 20 апреля 1843 года он прибыл в Нью-Йорк.
2 декабря 1844 года Франциск Ксаверий был рукоположён в священника. Монашеское начальство направило его после рукоположения в католический приход святой Филумены в городе Питтсбург, в котором он начал вести активную пастырскую деятельность в должности викария. В это же время он, руководя новициатом в монастыре редемптористов, начинает проповедническую деятельность в США. В 1860 году он был кандидатом на рукоположение в епископа Питтсбурга.
С 1847 по 1866 год, в течение двадцати лет, Франциск Ксаверий переезжал из прихода в приход, исполняя обязанности настоятеля, преподавателя, миссионера и проповедуя в Детройте, Мичигане, Коннектикуте, Иллинойсе, Миссури, Нью-Джерси.
В 1866 году его назначили настоятелем одного их католических приходов в Новом Орлеане, штат Луизиана. Своей пастырской деятельностью, которая охватывала различные слои верующих, особенно бедных и нуждающихся, Франциск Ксаверий завоевал большую популярность среди жителей Луизианы.
Осень 1867 года в Новом Орлеане разразилась эпидемия жёлтой лихорадки, среди заразившихся был и Франциск Ксаверий, который умер 4 октября 1867 года.

## Прославление
9 апреля 2000 года Франциск Ксаверий был причислен к лику блаженных римским папой Иоанном Павлом II. Мощи блаженного Франциска Зеелоса хранятся в часовне святого Антония Падуанского в Питтсбурге, США.
День памяти в Католической Церкви — 5 октября.